# Toluj
Toluj (mongolul Тулуй; 1186 vagy 1190 vagy 1192 — 1232) Dzsingisz nagykán negyedik fia, kinek halála után 1227-1229 között a Mongol Birodalom régense, míg Ögödej bátyját meg nem választották nagykánnak. Az ő utódai uralkodtak a mongol és a perzsa  birodalomban (Ilhánok), fia, Kubiláj a kínai Jüan-dinasztia alapítója volt.

## Élete
Toluj Dzsingisz (Temüdzsin) kán és első felesége, Börte negyedik fia volt. Születésének dátuma bizonytalan, 1193 körülre teszik. Ötéves korában egy kóbor tatár elragadta anyja sátorából és meg akarta ölni, de Dzsingisz egyik emberének 10-14 év körüli felesége, Altani ezt megakadályozta, amíg az őrök oda nem értek és le nem vágták a támadót.

### A khoraszáni hadjárat
Toluj először 1214-ben vonult hadba a kínai Csin-dinasztia ellen. 1220-ban elkísérte apját a Horezm elleni hadjáratra. Miután elfoglalták Balh városát, Dzsingisz kán rábízta Khoraszán többi részének megszállását. A perzsa krónika szerint Toluj nyugatra vonult a mai Afganisztán északnyugati részében ahol átkelt a Murgab folyón és bal oldali mellékfolyóján, a Kuskon, majd a folyót északra követve Mervhez, a nagy kereskedővároshoz érkezett. A város helytartója ekkor a türkménekkel volt hadiállapotban, akik a város közelében táboroztak. A mongolok éjszaka rajtaütöttek a nagyszámú türkménen és megfutamították őket. 1221. február 5-én megjelentek Merv kapui előtt. Toluj ötszáz emberével körbelovagolta a városfalat. Hat napon át felmérték a védműveket, és úgy látták, hogy azok jó állapotban vannak és hosszú ostromot is kibírnak. A hetedik napon elkezdték a támadásokat. A lakosok két kapuból is kitámadtak, de visszaverték őket. Másnap a helytartó, bízva Toluj ígéretében, hogy nem esik bántódásuk, feladta a várost. A mongolok azonban Merv összes lakosát (a perzsa történetíró szerint több mint egymilliót) kiterelték a város melletti síkságra és négyszáz kézműves és néhány gyermek kivételével valamennyit lemészárolták.
Toluj serege Mervtől délnyugatra, Neisápur felé indult. Egy évvel korábban Neisápur meghódolt a mongolok előőrsének, de aztán hónapokig nem láttak mongol sereget és elbízták magukat. Amikor Tokucsar, Dzsingisz-kán veje egy tümen, vagyis tízezer harcossal megérkezett a város mellé, egy a falakról kilőtt nyíl megölte. A mongolok akkor harc nélkül elvonultak, de Toluj feladatául kapta, hogy álljon bosszút és vele tartott nővére, Tokucsar özvegye is. Neisápur ostroma 1221. április 7-én kezdődött. Négynapos véres ostrom után a város elesett, és akárcsak Mervben, a lakosokat kiterelték a szomszédos síkra. Dzsingisz kán lánya ezután megparancsolta, hogy "rombolják le a várost az alapjaiig, hogy a helyén szántani lehessen és senki ne maradjon életben a lakosok közül, még a kutyák és macskák sem". A krónikás szerint 1 747 000 embert mészároltak le (a szám nyilván túlzás), a férfiak, nők és gyerekek levágott fejeit külön gúlákba rakták.
Toluj ezután Heráthoz vonult, és követet küldött a helytartóhoz, aki Dzselal ad-Dín horezmi szultán nevében kormányozta a várost; ám a követét kivégezték. Ostrom alá vették a várost és a nyolcadik napon a helytartó elesett. A herátiak beleegyeztek a megadásba, cserébe az életükért. Toluj csak a szultán 12 000 katonáját ölette meg és helyi, valamint mongol kormányzót hagyott hátra, majd visszatért Dzsingisz kánhoz.

## Dzsingisz kán öröksége
Bár Toluj sikeres hadvezér volt, apja nem őt, hanem Ögödejt szánta a birodalom élére. A nomád hagyomány szerint a legkisebb fiú örökli az apa tulajdonait, ő a felelős a családi tűzhelyért, így ő a Bordzsigin-klán kelet-mongóliai eredeti szállásterületét kapta Dzsingisz kán végrendeletében. 1227-ben elkísérte Dzsingisz kánt a kínai Hszi Hszia állam elleni hadjáratra, ahol a nagykán meghalt. Ezután egészen 1229-ig Toluj kormányozta a birodalmat, amíg össze nem hívták a kurultájt, amely Ögödejt választotta nagykánnak. Toluj átadta a hatalmat és a későbbiekben ő és legidősebb fia, Möngke elkísérték Ögödejt a Csin-dinasztia elleni harcaiba.

## Halála
A mongolok titkos története szerint 1232-ben Ögödej nagyon megbetegedett. A sámánok (mongolul bögü vagy bügä) azt mondták, a kínai föld szellemei haragszanak rá a városok lerombolása, a nép kifosztása miatt és csak egy nagy áldozat hatására békülnek meg. Toluj vállalta, hogy feláldozza magát, hogy bátyja élhessen. A Titkos történet így írt:
Amikor a sámánok megkezdték varázslataikat, Toluj herceg kiitta a varázslóvizet. Egy darabig csak ült, majd megszólalt: Részeg lettem... Míg részegségemből magamhoz nem térek, fejedelmi bátyám viselje gondját öccseinek, akik árvák és kicsinyek, özvegy menyének, Berüdének, egészen addig, míg meg nem állnak tulajdon lábukon. Mindent elmondtam. Megrészegedtem - mondotta. Kiment, és meghalt. Hát így történt.
Ata-Malik Dzsuvajní perzsa történetíró szerint az alkoholizmusába halt bele. Dzsingisz kán négy fia közül szinte valamennyi (Csagatáj kivételével) mértéktelenül ivott, ami korai halálukban is nagy szerepet játszott.

## Családja

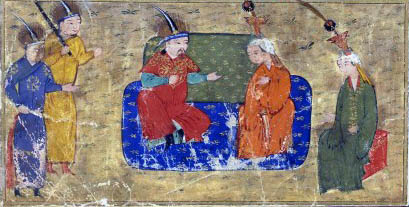
Toluj és családja. 15. századi perzsa miniatúra

Miután Dzsingisz 1203-ban legyőzte Ong kánt, a kereitek vezérét, annak unokahúgát, a még gyermekkorú Szorkaktanit Tolujhoz adta feleségül. Tolujnak több felesége és ágyasa is volt, de a Szorkoktanitől született fiai (nem kis mértékben anyjuk fáradozásainak köszönhetően) alapvető szerepet játszottak a birodalom további sorsában. A perzsa krónikák szerint Tolujnak összesen tíz fia volt, míg a kínaiak szerint tizenegy:
- Möngke (1208—1259), nagykán 1251-1259 között, anyja Szorkaktani
- Dzsurika, fiatalon meghalt, anyja Szaruk-katun
- Kutuktu, anyja Lingkum-katun
- Kubiláj (1215—1294), mongol nagykán, a kínai Jüan-dinasztia alapítója. Anyja Szorkaktani
- Hülegü (1217—1265), az ilhán birodalom alapítója. Anyja Szorkaktani
- Arig böke (†1266), Möngke riválisa, annak börtönében halt meg. Anyja Szorkaktani
- Budzsak (Bedzsak) vagy Bücsük, részt vett Oroszország meghódításában, a Magyarország elleni hadjáratban
- Muka vagy Möge
- Szatuktaj vagy Szujkötöj
- Szabuktaj vagy Szubödej

## Fordítás
- Ez a szócikk részben vagy egészben  a(z)   Толуй című orosz Wikipédia-szócikk ezen változatának fordításán alapul.  Az eredeti cikk szerkesztőit annak laptörténete sorolja fel. Ez a jelzés csupán a megfogalmazás eredetét és a szerzői jogokat jelzi, nem szolgál a cikkben szereplő információk forrásmegjelöléseként.